# Mount Friesland
Mount Friesland (spanisch Monte Barnard) ist der höchste Berg der Livingston-Insel im Archipel der Südlichen Shetlandinseln. Er liegt etwa fünf Kilometer nordöstlich der False Bay in den Tangra Mountains.
Der Berg war den Robbenjägern bereits seit 1820 bekannt. Irrtümlich wurde Mitte des 19. Jahrhunderts der Name Barnard Peak, den James Weddell für den nur 370 m hohen Needle Peak verwendet hatte, auf ihn übertragen. Seit 1959 (Großbritannien) bzw. 1960 (USA) trägt er im englischen Sprachraum wieder den ursprünglichen Namen, während Chile und Argentinien an der Bezeichnung Monte Barnard festhielten.
Am 15. September 1976 zerschellte eine Lockheed P-2 Neptune der argentinischen Marine an der Nordflanke des Bergs. Die 11 Besatzungsmitglieder kamen bei dem Unglück ums Leben.
Die Erstbesteigung des Mount Friesland gelang den katalanischen Bergsteigern Francesc Sàbat und Jorge Enrique am 30. Dezember 1991. Ihnen folgte 2003 eine australisch-chilenische Gruppe aus Damien Gildea, John Bath, Fica Perez und Osvaldo Usaj, die die Höhe des Mount Friesland per GPS auf genau 1700 m datierte. Frühere Messungen hatten eine Höhe zwischen 1650 und 1780 m erbracht. 2004 bestiegen Ljubomir Iwanow und Doitschin Wasiljew von der 13. Bulgarischen Antarktisexpedition den Gipfel. Die bulgarischen Bergsteiger Doitschin Bojanow und Nikolai Petkow bestiegen den Mount Friesland im Dezember 2016 und ermittelten per DGPS eine Höhe von 1693 m, für den benachbarten St. Boris Peak jedoch 1699 m, sodass eventuell dieser der höchste Gipfel der Livingston-Insel ist.